# Parafia Dobrego Pasterza w Krakowie
Parafia Pana Jezusa Dobrego Pasterza w Krakowie – parafia rzymskokatolicka należąca do dekanatu Kraków-Prądnik archidiecezji krakowskiej przy ulicy Dobrego Pasterza.
Została utworzona w 1924. Kościół parafialny, wybudowany w latach 1971–1974, konsekrowany w 2000.
Parafia administruje częścią Cmentarza Batowickiego.

## Zasięg parafii
Do parafii należą wierni z Krakowa mieszkający przy ulicach: Bałtyckiej, Białych Brzóz, Błękitnej, św. Andrzeja Boboli, Bociana, Bosaków, Brogi (numery nieparzyste), Bursztynowej, Celarowskiej, Chlebowej, Ciołkowskiego, Combrowskiej, Czereśniowej, Czerwonego Prądnika, Dobrego Pasterza, Dominikanów, Duchackiej, Fertnera, Gdańskiej, Grażyny, Imbramowskiej, Jabłonna, Jazowej, Kołaczy, Krętej, Legnickiej, 29 Listopada (numery parzyste od 40 i nieparzyste od 41 do wiaduktu), Lublańskiej (bez numerów 22 i 24), Łepkowskiego, Majora, Mackiewicza (numery nieparzyste), Na Barciach, Nabielaka, Nadrzecznej, Narutowicza, Nuszkiewicza, Olsztyńskiej, Ostroroga, Osiedle Mozarta, Pocieszka, Pogodnej, Polnej, Powstańców, Gen. Prądzyńskiego, Radomskiej, Rezedowej, Rokitniańskiej, Rybianka, Siewnej (do wiaduktu kolejowego przy ul. Mackiewicza), Syreny, Szafirowa, Środkowa, Trębacza, Turkusowa, Turystyczna, Wileńska, Wiśniowa, Woronicza, Zawodzie, Zgody, Żmujdzka (do wiaduktu kolejowego), Żułowska i Żytnia.

## Wspólnoty parafialne
- Ministranci
- Lektorzy
- Oaza Dzieci Bożych
- Duszpasterstwo akademickie
- Róże Żywego Różańca
- Zespół charytatywny
- Poradnia rodzinna
- Straż Honorowa NSPJ
- Żywy Różaniec
- Matka miłosierdzia
- Duszpasterska Rada parafialna
- Oaza rodzin
- Ruch Światło-Życie „Oaza”

## Proboszczowie parafii
- ks. Józef Mazurek (1924–1929)
- ks. Józef Tomera (1929–1936)
- ks. Władysław Mól (1936–1942)
- ks. Andrzej Bajer (1942–1977)
- ks. Julian Bajer (1977–1979)
- ks. Florian Gruca (1979–2009)
- ks. Dionizy Jedynak (2009–2023)
- ks. Grzegorz Pieróg (od 2023)